# Musée national de la photographie
Le Musée national de la photographie est un musée québécois situé à Drummondville.
Premier et unique musée exclusivement consacré à la photographie au Québec, il a été fondé en 2003 par le photographe et sémioticien Jean Lauzon et est ouvert au public depuis 2006. Il est présentement dirigé par son président Michel Doyon ainsi que son directeur général Jonathan-Hugues Potvin.
En plus de porter sur l'histoire de la photographie et d'exposer les œuvres d'artistes actuels, il collabore à l'occasion à des événements extérieurs, par exemple, pour l'emprunt de matériel lors de l'exposition des photographies de Lida Moser au Musée national des beaux-arts du Québec en 2015.
Le musée possède une diversité de collections liées à la photographie dont plus de 35 000 appareils photo d'époques variées et plus d'un demi-million d'images d'archives en format ancien et numérique. Ces collections viennent, en grande partie, de donations, plus ou moins grandes, faites au musée par différents collectionneurs ou travailleurs/retraités du milieu photographique. Le Musée possède onze œuvres de San Damon, créateur de l'Oniroscopisme, intitulée " San Damon S.O.I." (Sophisme Oniroscopiste Introspectif), cette entité est évaluée à un million de dollars, ce qui en fait l’œuvre la plus chère du musée.

## Services du musée

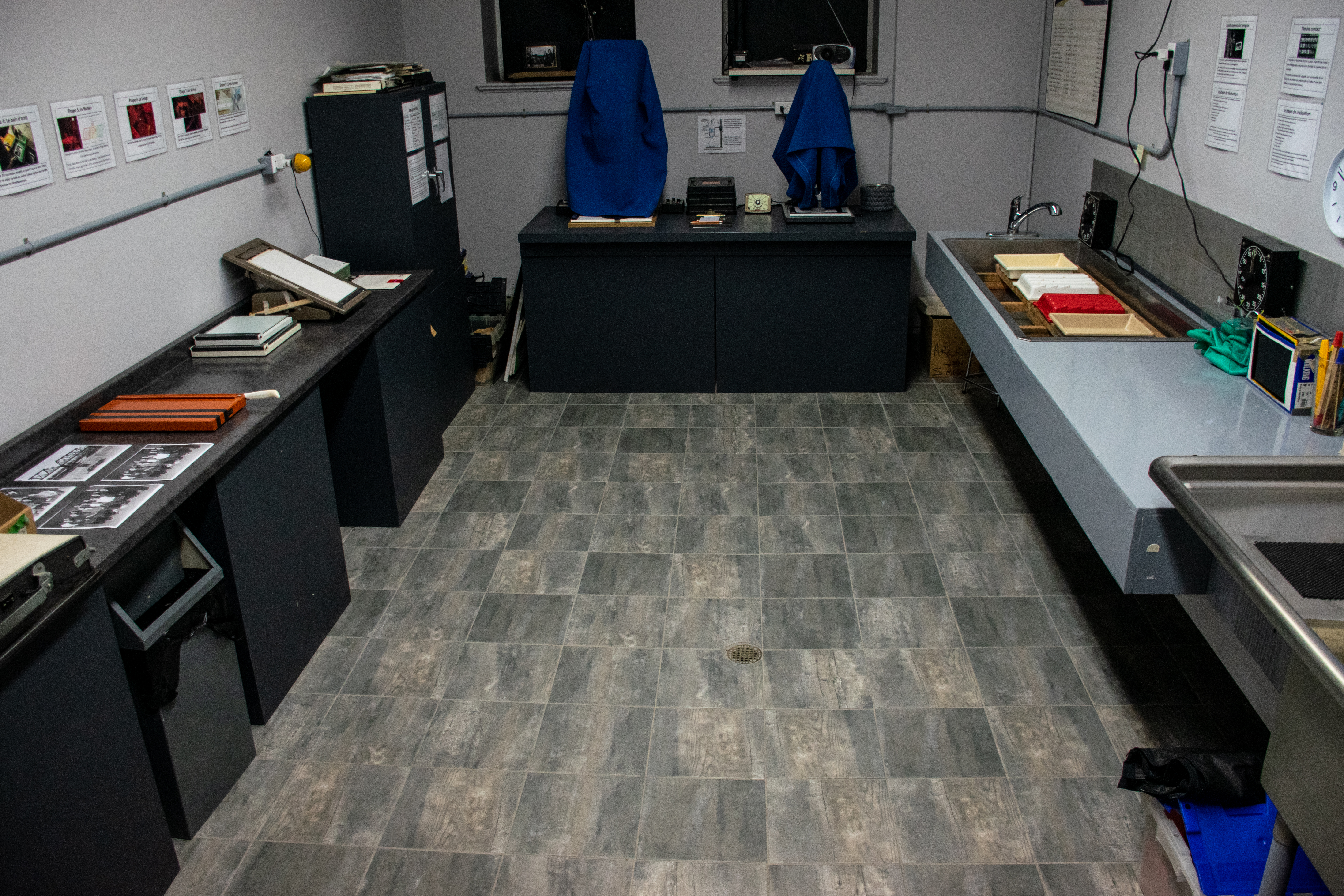
Chambre noire du musée

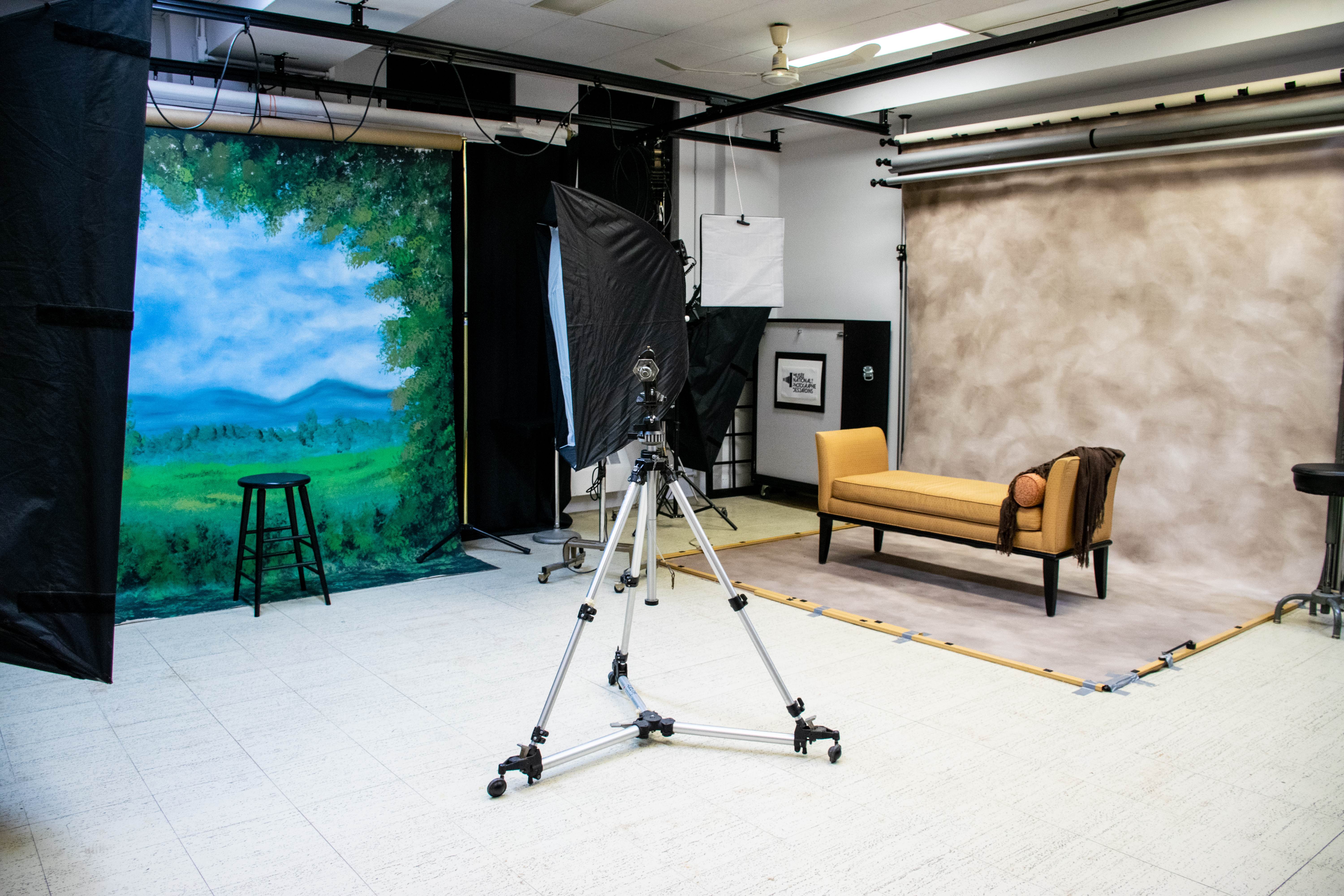
Studio photo du musée

## Collections principales du Musée

### Collection Bruce & Biserra Anderson

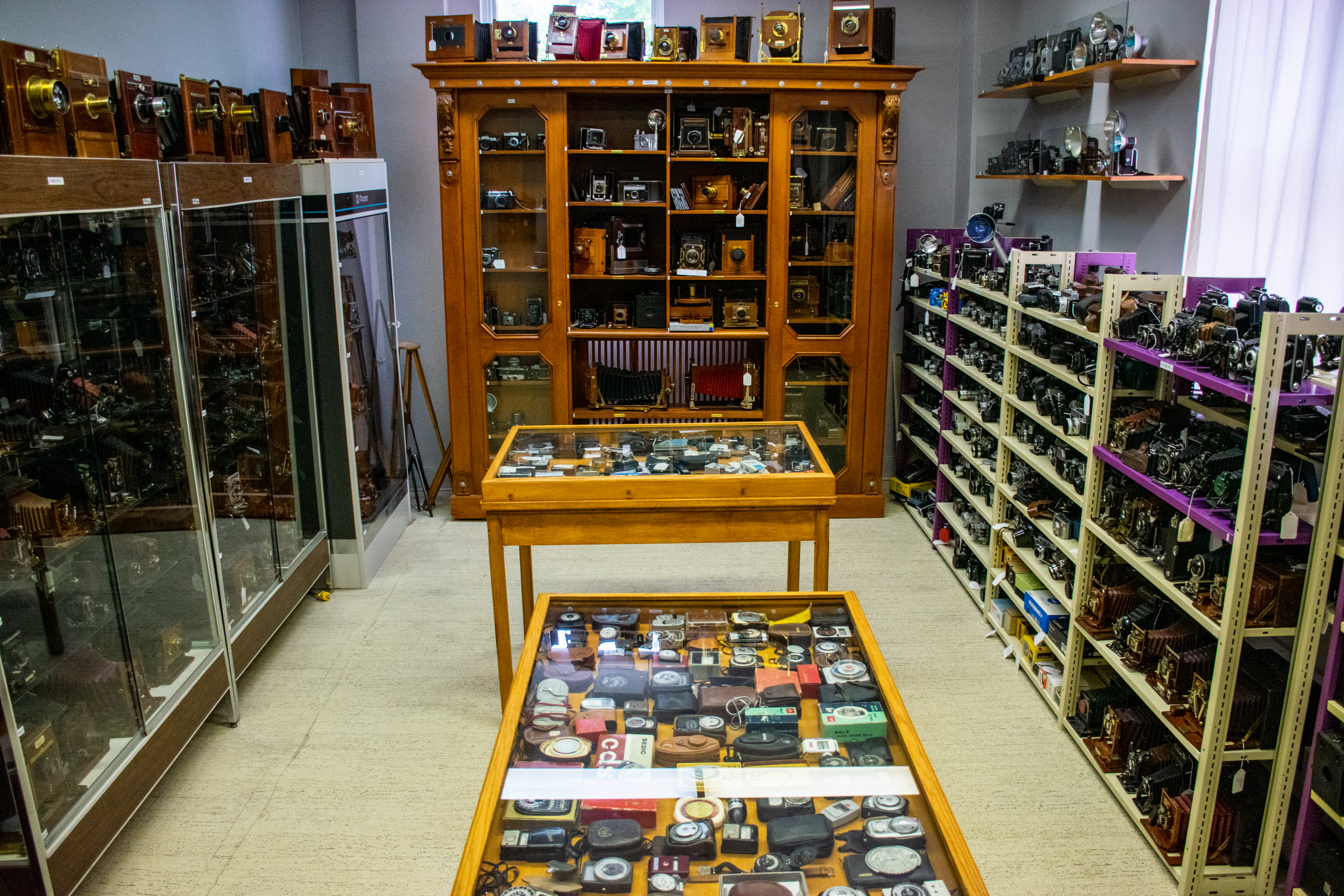
Réserve Anderson

Donnée au musée en novembre 2017, de la part de M. et Mme. Anderson en personne, cette collection contient 1086 objets liés au monde de la photographie (appareils photo, lanternes magiques, photos anciennes, etc.).
«Collectionneurs depuis 60 ans, Bruce & Bissera se passionnent pour le vaste monde de la photographie. Originaire de Westmount et architectes de métier, ils ont parcouru le monde en se procurant les plus beaux appareils et accessoires du monde photographique. La collection fut confiée au MNP en novembre 2017».

### Collection Germain Beauchamps

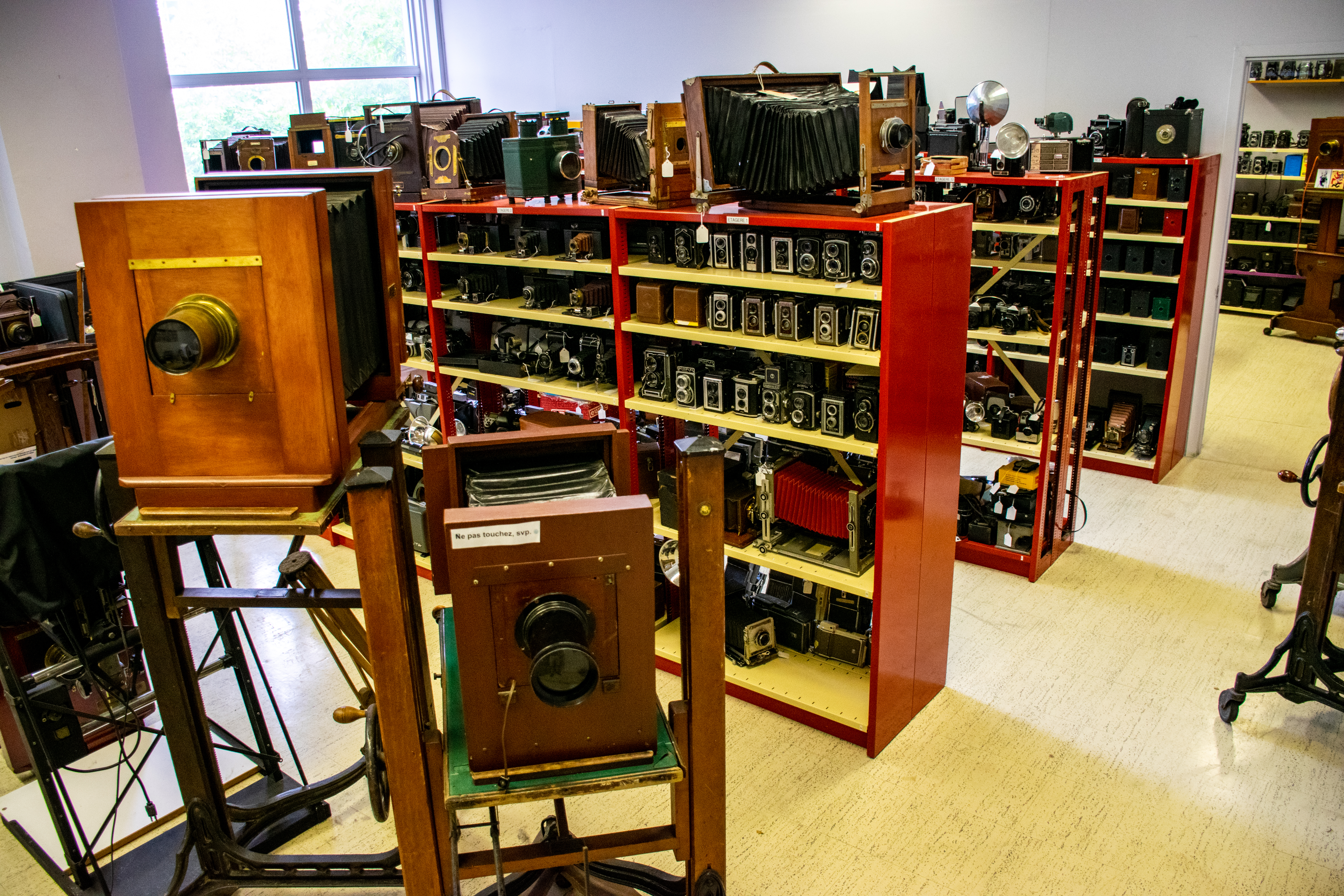
Réserve Beauchamp

Donnée au musée en janvier 2018, cette collection contient plus de 2000 appareils photo et autres objets liés au monde de la photographie.
«Germain Beauchamp était un grand collectionneur de toutes sortes, mais particulièrement de tout ce qui a attrait à la photographie. En effet, il est un des plus grands collectionneurs d’appareils photo et d’accessoires antiques.».

### Artistes exposés au musée (liste non-exhaustive)
Le musée a acquis, au cours des années, des collections de plusieurs photographes et artistes-photographes. Ceci est une liste non exhaustive d'artistes qui ont fourni une ou plusieurs collections photographiques ayant été exposées au musée.
- Bernard Brault
- San Damon
- Antoine Désilet
- Jean-René Dufort
- Lynda McCartney
- Tina Modotti
- Samian